# Josée Vallée
Josée Vallée est une productrice québécoise. Elle est présidente et productrice chez Sphere Media.

## Biographie
En 1996, elle se marie à Michel Labelle. Deux ans plus tard, Josée donne naissance à son premier enfant, Frédérike Labelle. Puis, en 2002, sa seconde fille, Sofie Labelle, voit le jour.
Depuis 2014, elle travaille chez Sphere Media après avoir démissionné chez Cirrus Communications.
En janvier 2022, elle devient EVP scripted and feature films.

## Filmographie partielle

### Cinéma[2]
- 2001 : La Loi du cochon d'Érik Canuel
- 2002 : Secret de banlieue de Louis Choquette
- 2004 : Vendus d'Éric Tessier
- 2004: Chroniques de la violence ordinaire
- 2007: Nitro de J.F. Gagnon
- 2008 : 5150, Rue des Ormes d'Éric Tessier
- 2008: Modern love de Stéphane Kazandijan
- 2008: Hank and Mike de Matthiew Klick
- 2008: The Banquet de Sébastien Rose
- 2009: The Wild Hunt de Alexandre Franchi
- 2010: Une vie qui commence de Michel Monty
- 2010: The Bait de Yves Simoneau
- 2011: Pickpocket king de Sun Chang
- 2011: Trotteur  de Arnaud Brisebois et Francis Leclerc
- 2011: Les âges déboussolés - Documentary
- 2013: Émilie de Guillaume Lonergan
- 2013: Amsterdam de Stefan Milijevic
- 2013: Atlantic Gold
- 2023: The Dishwasher de Francis Leclerc

### Télévision[3]
- 1997 : Génération W (série télévisée)
- 2001: La vie, La vie (série télévisée)
- 2002 : Asbestos (série télévisée)
- 2003 : Hommes en quarantaine (série télévisée)
- 2003 : Les Aventures tumultueuses de Jack Carter (série télévisée)
- 2004 : Chroniques de la violence ordinaire (TV)
- 2004 : Ciao Bella (série télévisée)
- 2004 : Temps dur (série télévisée)
- 2004 : La Vie rêvée de Mario Jean (série télévisée)
- 2004 : Naked Josh (série télévisée)
- 2005 : La Guerre des sexes (série télévisée)
- 2005 : Nos étés (série télévisée)
- 2006 : Nikan (série télévisée)
- 2006: Ici... Le monde (série télévisée)
- 2007 : Tout sur moi (série télévisée)
- 2007 : La Galère (série télévisée)
- 2007: Paquet Voleur (série télévisée)
- 2007 : Urbania, Montréal en 12 lieux (série télévisée)
- 2008 : Belle-Baie (série télévisée)
- 2008 : Stick and stone (série télévisée)
- 2009 : Un monde sans pitié (série télévisée)
- 2009: Jet Man (série télévisée)
- 2009: Le gentleman (série télévisée)
- 2011: Chasseurs d'épices (série télévisée)
- 2012: Un air de famille (série télévisée)
- 2012: Les Mal Élevés (série télévisée)
- 2013: La Vie Parfaite (série télévisée)
- 2013: Still Life (série télévisée)
- 2015: Mémoires vives (série télévisée)
- 2015: Jonathan Strange and Mr Norrell (série télévisée)
- 2015-2016: This life (série télévisée)
- 2016: 19-2 Ride Along (série télévisée)
- 2016: Mirador (série télévisée)
- 2017-2018: Bad Blood (série télévisée)
- 2017-2019: Trop (série télévisée)
- 2018: Hubert et Fanny (série télévisée)
- 2018: Earthling House Huntress (série télévisée)
- 2018-2022: Une Autre Histoire (série télévisée)
- 2019-2021: Les Honorables (série télévisée)
- 2019-2022: Cerebrum (série télévisée)
- 2021: Les tatoueuses (série télévisée)
- 2022: Les petits tannants (série télévisée)
- 2022: Aller Simple (série télévisée)
- 2022-2024: Transplant (série télévisée)